# Dissoptila
Dissoptila là một chi bướm đêm thuộc họ Gelechiidae.